# Aharon Haliva
Aharon Haliva (hebreu: אהרון חליוה‎; Haifa, 12 d'octubre de 1967) és un militar israelià. Té el rang de General Major. Fins al 2024 va dirigir el Directori d'Intel·ligència Militar de les Forces de Defensa d'Israel.
Anteriorment havia exercit com a cap del Directori d'Operacions, del Directori de Tecnologia i Logística i de la divisió d'operacions del Directori d'Operacions, i com a comandant de la 98a Divisió de Paracaigudistes, de la brigada de paracaigudistes i de L'escola d'oficials de les FDI (Bahad 1).

## Biografia
Haliva, fill de pares nascuts a Meknès, al Marroc, va néixer i es va criar a Haifa. Viu al nord de Tel-Aviv, està casat en segones núpcies i té cinc fills, inclosos dos del seu matrimoni anterior. Té una llicenciatura en ciències socials per la Universitat Bar-Ilan i un màster en ciències socials per la Universitat de Haifa.

## Carrera militar
Haliva va ser reclutat a les FDI l'any 1985. Es va oferir voluntari com a paracaigudista a la Brigada de Paracaigudistes, i el 1985 es va convertir en oficial d'infanteria després de completar els estudis a l'escola d'oficials.

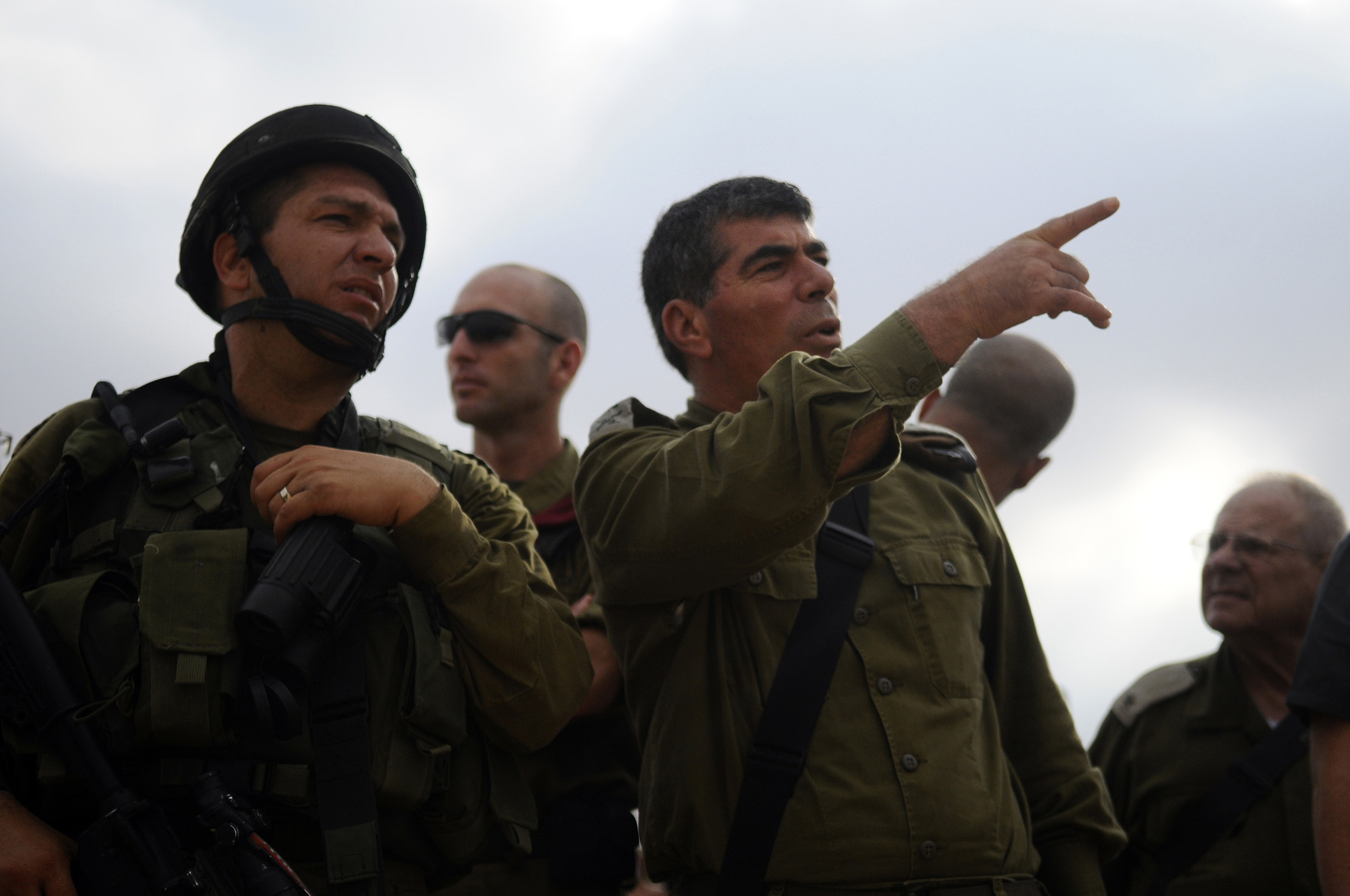
Haliva amb el Cap de l'Estat Major, Gabi Ashkenazi, el 2010.

Haliva va lluitar com a cap de secció al 202 batalló de paracaigudistes a l'Operació Llei i Ordre al Líban. Més tard va dirigir el batalló 202 de paracaigudistes al sud del Líban i durant la Segona Intifada. Després va comandar la base d'entrenament de la Brigada de Paracaigudistes i la 55a Brigada de Paracaigudistes. Després va dirigir la Brigada Territorial d'Efraim en operacions antiterroristes i va comandar l'Escola de Candidats a Oficials de les FDI (Bahad 1). Posteriorment se li va assignar el comandament de la Brigada de Paracaigudistes. El 18 de maig de 2011 va ser ascendit al rang de General de Brigada (Tat Aluf) i va ser nomenat comandant de la 98a Divisió de Paracaigudistes.
A principis de 2012 va declarar als oficials de reserva en una conversa tancada (en referència a les protestes israelianes per a la justícia social de 2011) que "Com que us heu manifestat a Tel-Aviv, les FDI no tenen diners per als míssils". El 2014 va ser nomenat cap de les divisions d'operacions del Directori d'Operacions, i en va ocupar el càrrec durant, entre altres coses, les operacions Guardià del Germà i Marge Protector; va ocupar aquest càrrec fins al 2016.

### General Major

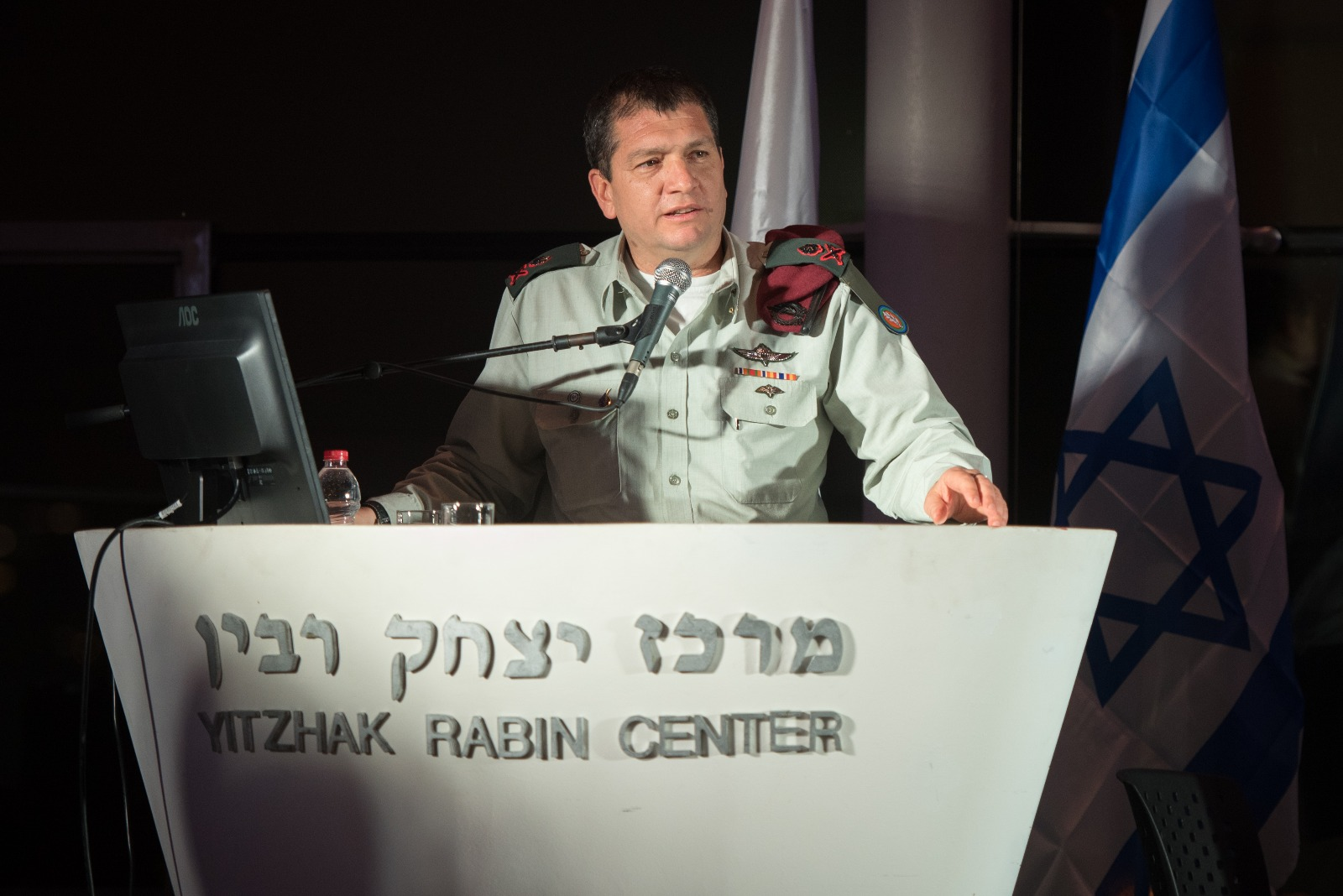
Aharon Haliva el 2018.

El 28 de març de 2016 va ser ascendit al grau de General Major (Aluf) i el 13 de juliol va assumir el seu càrrec com a cap del Directori de Tecnologia i Logística. El novembre de 2017 va prohibir la celebració de lliçons de Torà que tinguessin lloc fora del campament Ariel Xaron, una decisió que va provocar la protesta de centenars de soldats que es van queixar al Cap d'Estat Major, Gadi Eisenkot. El 2 de maig de 2018 va finalitzar les seves funcions com a cap del Directori de Tecnologia i Logística.
El 21 de maig de 2018 va ser nomenat cap del Directori d'Operacions. El gener de 2021, va comparèixer davant el Comitè d'Afers Exteriors i Defensa pel robatori d'armes de les FDI. Va exercir aquest càrrec durant, entre altres coses, l'Operació Guardià de les Muralles. Aquest càrrec el va ocupar fins al 9 de juny de 2021.

### Cap del Directori d'intel·ligència
El 5 d'octubre de 2021 va ser nomenat cap del Directori Militar d'Intel·ligència

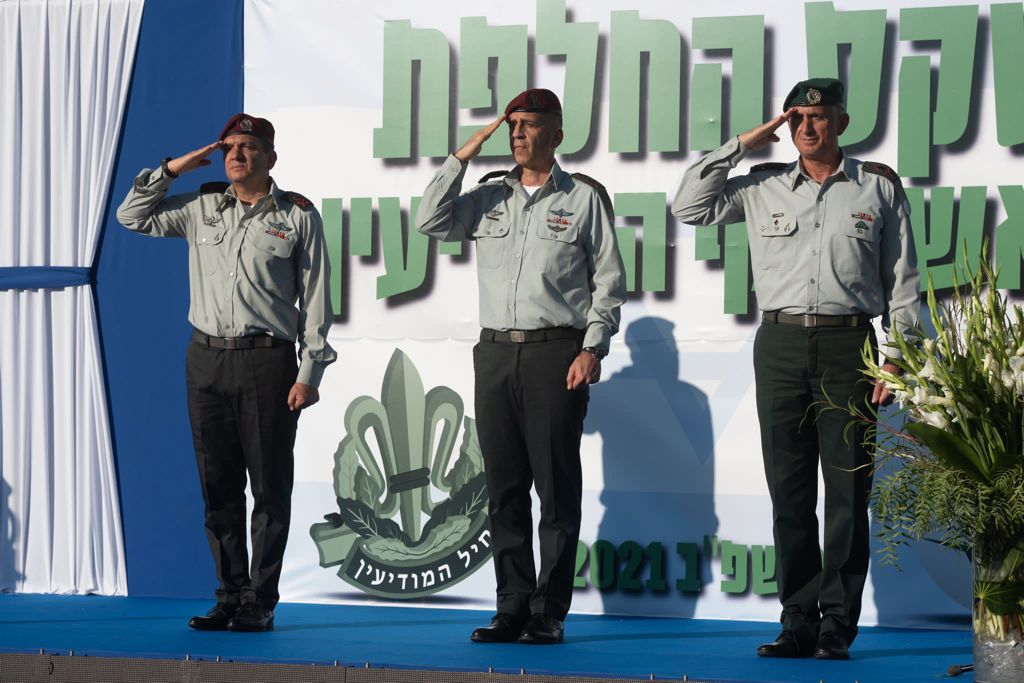
Haliva a la cerimònia de substitució del cap de la Intel·ligència militar, amb el Ramatcal Aviv Kochavi (centre) i el general sortint Tamir Hayman (dreta).

En el seu nou càrrec va afirmar que els Acords d'Abraham sorgeixen de la necessitat de la població dels països de l'Orient Mitjà de millorar el seu nivell de vida i fer front a la crisi climàtica. En conseqüència, va suggerir que Israel es concentrés a augmentar el nivell de vida de les poblacions dels països veïns com el Líban per tal d'aportar estabilitat a la regió i va afirmar que una plataforma de gas libanesa interessava a Israel. Haliva també va estimar que Israel tenia un interès en seguretat a estabilitzar l'Autoritat Palestina per tal de reduir el terrorisme i va estimar que l'operació Guardià de les Muralles portaria la pau a llarg termini a la llum dels processos d'estabilització econòmica que havia identificat a la Franja de Gaza. A més d'elevar el nivell de vida dels veïns d'Israel, va suggerir centrar-se en inflinir danys quirúrgics precisos als enemics que ho mereixin, per a evitar danys als no implicats.
La nit abans de l'atac sorpresa de Hamàs, que va començar el matí del 7 d'octubre de 2023, Haliva va rebre informació sobre una activitat inusual de Hamàs, però va estimar que seria un exercici i va recomanar esperar el matí següent abans de prendre mesures. Al voltant de 1.400 soldats i civils israelians van morir en l'atac.
El 17 d'octubre de 2023 va enviar una carta als seus soldats en la qual expressava la manca de previsió de la Intel·ligència israeliana davant de l'atac: "Hem fracassat en la nostra missió més important i, com a cap del Diractori d'Intel·ligència de les FDI, tinc tota la responsabilitat. pel fracàs."